# NGC 6829
NGC 6829 é uma galáxia espiral (Sb) localizada na direcção da constelação de Draco. Possui uma declinação de +59° 54' 26" e uma ascensão recta de 19 horas, 47 minutos e 07,5 segundos.
A galáxia NGC 6829 foi descoberta em 3 de Setembro de 1886 por Lewis A. Swift.